# David M. Schwarz
David Marc Schwarz (Los Angeles, 26 gennaio 1951) è un architetto e designer statunitense, presidente e amministratore delegato della David M. Schwarz Architects e presidente del Dean’s Council della Yale School of Architecture.

## Biografia
David M. Schwarz è nato a Los Angeles nel 1951, ha conseguito la laurea presso il St. John's College di Annapolis e il master in architettura all'Università Yale nel 1974.
Nel 1976 si trasferisce a Washington D.C., dove fonderà l'omonima compagnia David M. Schwarz Architectural Services, incorporata poi nel 1978 prendendo quindi il nome di  David M. Schwarz Architects Inc.

## Progetti

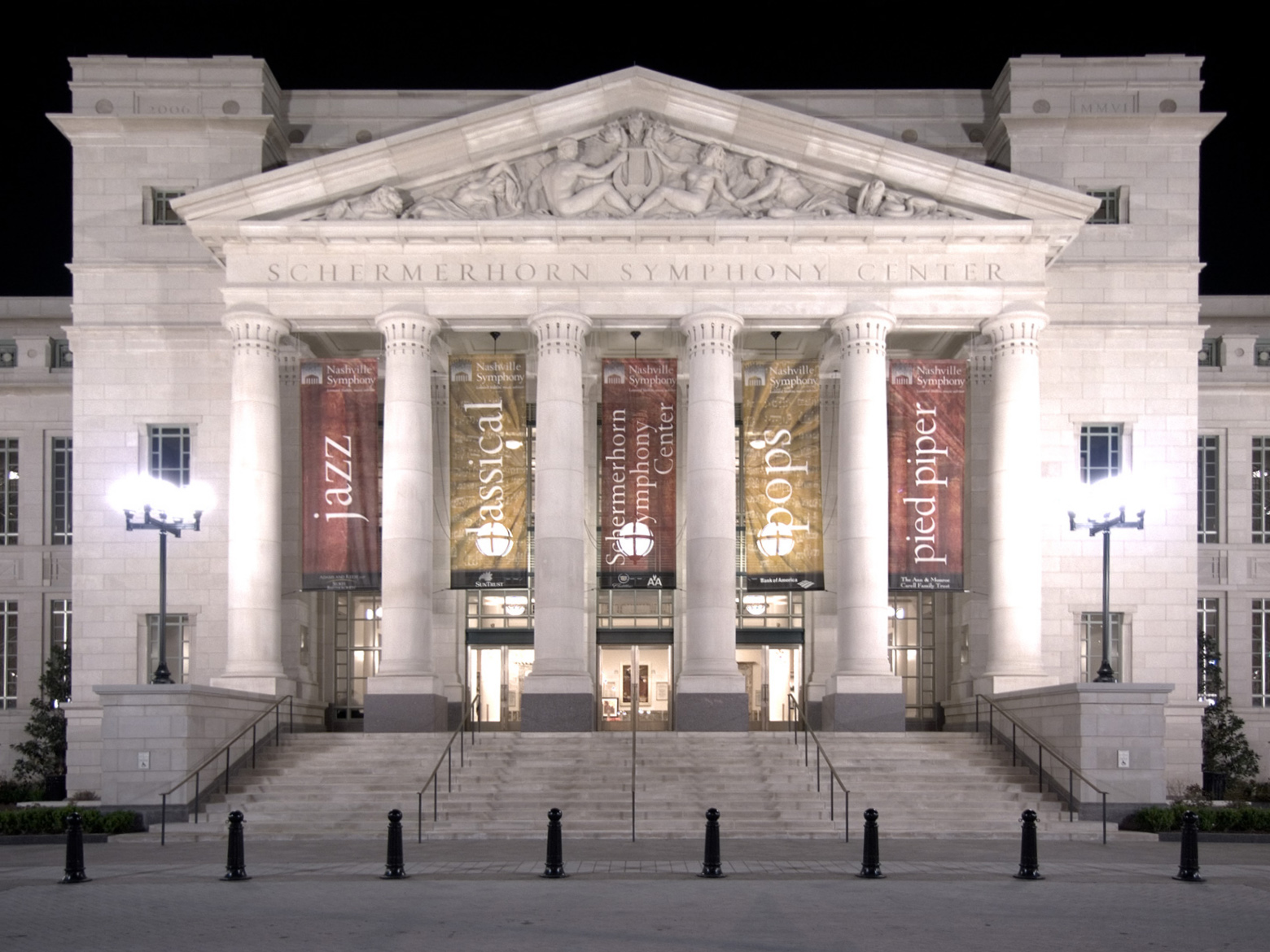
Schermerhorn Symphony Center, Nashville.

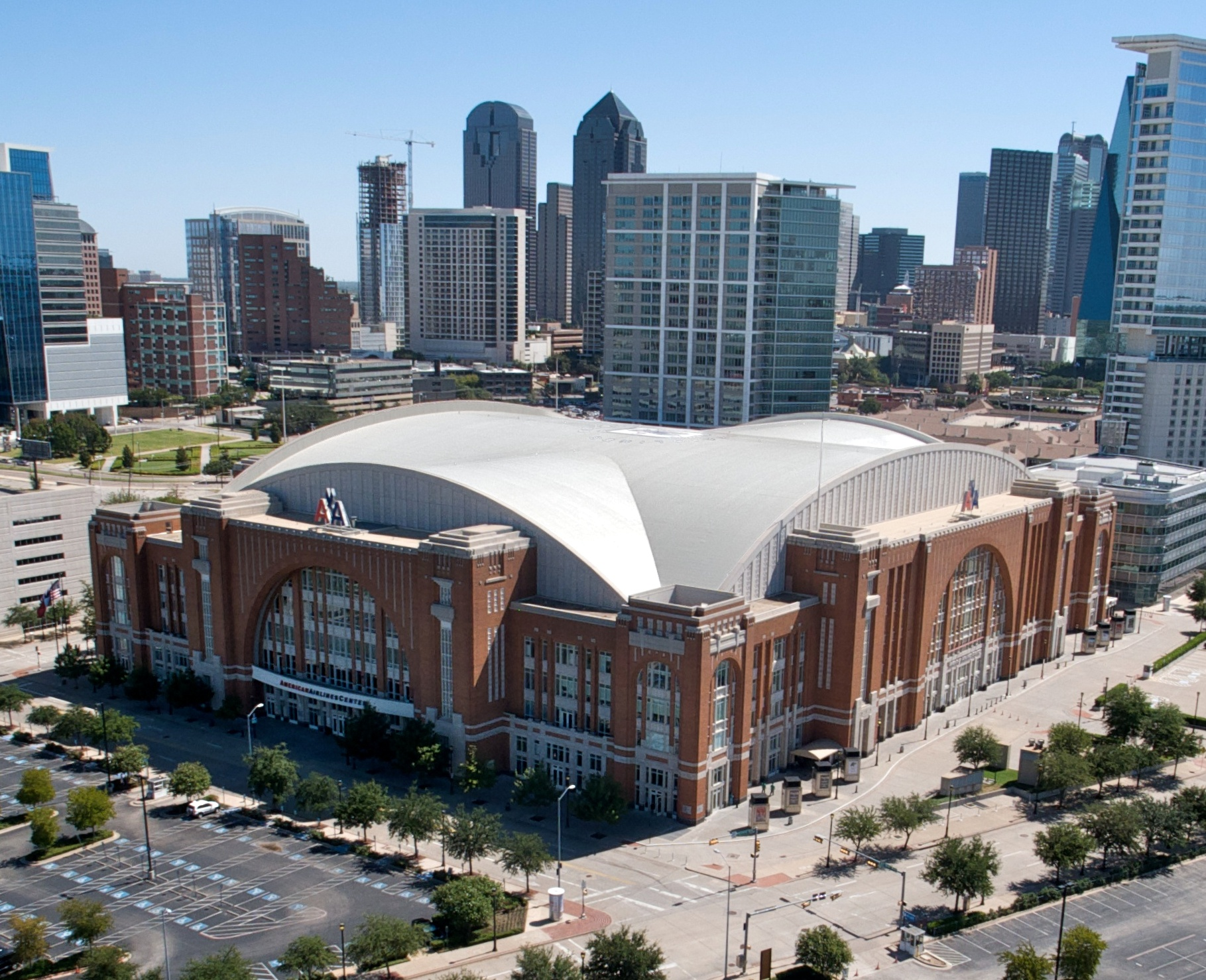
American Airlines Center, Dallas.

- 1992-1994: Globe Life Park, Arlington
- 1997: ESPN Wide World of Sports Complex, Bay Lake
- 1998: Bass Performance Hall, Fort Worth
- 1999: Fort Worth Public Library, Fort Worth
- 1999-2001: American Airlines Center, Dallas
- 2001: National Cowgirl Museum and Hall of Fame, Fort Worth
- 2003: Dr Pepper Ballpark, Frisco
- 2005: Firewheel Town Center, Garland
- 2005-2006: Schermerhorn Symphony Center, Nashville
- 2006: Sid Richardson Museum, Fort Worth
- 2011: The Palladium at the Center for the Performing Arts, Carmel
- 2011: Cook Children’s Medical Center – Torre Nord, Fort Worth
- 2018: Cook Children’s Medical Center – Torre Sud, Fort Worth